# Gewone platstaart
De gewone platstaart (Laticauda laticaudata) is een slang uit de familie koraalslangachtigen (Elapidae).

## Naam en indeling
De wetenschappelijke naam van de soort werd voor het eerst voorgesteld door Carl Linnaeus in 1758. Oorspronkelijk werd de wetenschappelijke naam Coluber laticaudatus gebruikt, later werd de soort aan het geslacht Platurus toegekend. .

### Ondersoorten
De soort wordt verdeeld in twee ondersoorten die onderstaand zijn weergegeven, met de auteur en het verspreidingsgebied.
| Naam                          | Auteur         | Verspreidingsgebied                            |
| ----------------------------- | -------------- | ---------------------------------------------- |
| Laticauda laticaudata affinis | Anderson, 1871 | ?                                              |
| Laticauda laticaudata         | Linnaeus, 1758 | Het grootste deel van het verspreidingsgebied. |

## Uiterlijke kenmerken
De slang bereikt een lichaamslengte tot 1,1 meter, het lichaam is zijwaarts afgeplat en de vrouwtjes hebben een dikker lichaam dan mannetjes. De kop is moeilijk te onderscheiden van het lichaam door het ontbreken van een duidelijke insnoering. Om het water buiten te houden hebben de neusgaten speciale flapjes, die als een soort terugslagklep dienen. De kop is relatief klein om stabieler te kunnen zwemmen. De slang heeft negentien rijen gladde schubben in de lengte op het midden van het lichaam en 225 tot 245 schubben aan de buikzijde. De buikzijde is licht tot bijna wit van kleur, de buikschubben zijn relatief breed. Onder de staart zijn 30 tot 47 schubben aanwezig. De staart is sterk zijwaarts afgeplat en wordt als 'roeispaan' gebruikt.
De basiskleur is wit, geel of soms blauw met 20 tot 70 regelmatige dorsale zwarte banden, de voorkant van de snuit is meestal in de basiskleur. De gewone platstaart is van de blauwgebandeerde platstaart (Laticauda semifasciata) te onderscheiden doordat deze laatste een bredere en iets vagere bandering heeft, de kleuren vloeien bij deze soort wat meer in elkaar over.

## Verspreiding en habitat
De soort komt voor in delen van Azië en Australië en leeft in de zeeën, landen en deelgebieden Indische Oceaan, Grote Oceaan, Golf van Bengalen (India, Sri Lanka, Myanmar, Thailand, Indonesië, Filipijnen, China, Andamanen, Maleisië, Papoea-Nieuw-Guinea, Japan, Zuid-Korea, Polynesië, Melanesië, Salomonseilanden, Nieuw-Caledonië, Vanuatu, Fiji en Australië. De habitat bestaat uit ondiepe kuststreken met een bodem die bestaat uit rotsen, modder, koraalriffen of zand, ook in mangrovenbossen komt de slang voor. De soort is aangetroffen tot een diepte van 80 meter onder het zeeoppervlak.

## Levenswijze
De slang komt alleen aan land om de eitjes af te zetten. Het dier vervelt eens per twee weken wat veel vaker is in vergelijking met de landbewonende slangen. Op het menu staan voornamelijk palingachtige vissen. De gewone platstaart beweegt zich vrij snel voort door het water, en probeert bij gevaar meestal weg te zwemmen in plaats van direct aan te vallen. De gewone platstaart heeft een bijzonder sterk neurotoxisch gif dat het zenuwstelsel aantast, maar de beet is zelden dodelijk vanwege de geringe hoeveelheid gif per beet. In laboratoria wordt deze soort gemolken om dit gif omdat het eiwitten bevat die in de medische wereld gebruikt worden om medicijnen te maken.

## Beschermingsstatus
Door de internationale natuurbeschermingsorganisatie IUCN is de beschermingsstatus 'veilig' toegewezen (Least Concern of LC).